# Зоубек, Владимир
Владимир Зоубек (чеш. Vladimír Zoubek; 21 сентября 1903, Гержманув-Местец — 24 мая 1995, Прага) — чехословацкий геолог (по национальности чех).

## Биография
В 1928 году окончил Карлов университет в Праге, после чего работал там ассистентом Геологического института. В 1931 году был назначен научным сотрудником Государственного геологического института в Праге. С 1954 по 1956 год занимал должность директора Центрального геологического института в Праге, с 1956 по 1962 год был заведующим редакцией геологических карт, с 1962 года состоял научным сотрудником Геологического института ЧСАН, в 1969—1974 годах будучи также его директором. Вступил в КПЧ в 1948 году.
В 1953 году получил Государственную премию ЧССР. В 1952 году стал членом-корреспондентом Чехословацкой Академии наук, в 1962 году — академиком. В 1973 был награждён Большой золотой медалью имени М. В. Ломоносова АН СССР за вклад в геологию. В 1976 году избран иностранным членом Академии наук СССР (с 1991 — Российской академии наук).
Основные научные работы Зоубека посвящены геологии и геохронологии древнейших (преимущественно докембрийских) образований на территории Чехословакии и соседних с ней стран, а также петрологии и различным вопросам тектоники (классификация разломов, подвижные зоны земной коры, влияние магматизма и тектоники на рудообразование). Минерал зоубекит был назван в его честь.